# Adam Mišík
Adam Mišík (ur. 7 maja 1997 w Pradze) – czeski piosenkarz, gitarzysta i aktor.

## Życiorys
Jest synem muzyka, Vladimíra Mišíka.
W 2006 wystąpił w roli drugoplanowej w filmie Piękność w opałach w reżyserii Jana Hřebejka, a w 2008 zagrał drugoplanową rolę w dramacie Czerwony baron Nikolaia Müllerschöna. W tym samym roku razem z przyjaciółmi założył kapelę The Colorblinds, której był wokalistą. W 2013 odszedł z zespołu, decydując się na solową karierę.
Został laureatem Czeskich Słowików w 2013 w kategorii „Odkrycie roku”. Jesienią 2018 brał udział w dziewiątej edycji programu StarDance ...když hvězdy tančí.

## Dyskografia

### Albumy
- The Colorblinds (2011, z The Colorblinds)
- Parfem (2014)

### Single
- 2013 – „Your Worlds”
- 2014 – „Ja nechci vic”
- 2015 – „Tak pojd!”
- 2017 – „Slowmo”(gościnnie: Renne Dang)
- 2018 – „K.O.”
- 2018 – „V Tobě”

## Filmografia

### Filmy
| Rok  | Tytuł                        | Rola                    |
| ---- | ---------------------------- | ----------------------- |
| 2006 | Piękność w opałach           | Kuba Čmolík             |
| 2008 | Czerwony baron               | Chłopiec na stogu siana |
| 2008 | Taková normální rodinka      | Raubíř                  |
| 2013 | Strach                       | Tomáš                   |
| 2014 | My 2                         | Kochanek Tony'ego       |
| 2015 | Andílek na nervy             | Tomáš                   |
| 2016 | Muzikál aneb Cesty ke štěstí | David                   |
| 2016 | Chyba śnisz!                 | Andreas                 |

### Seriale
| Rok  | Tytuł         | Rola            |
| ---- | ------------- | --------------- |
| 2010 | Cukrárna      | Josífek Růžička |
| 2012 | Život je ples | Kryštof Fiala   |